# Dactylamblyops goniops
Dactylamblyops goniops är en kräftdjursart som beskrevs av W. M. Tattersall 1907. Dactylamblyops goniops ingår i släktet Dactylamblyops och familjen Mysidae. Inga underarter finns listade i Catalogue of Life.